# ケイスリー
ケイスリー株式会社とは、ソーシャルインパクトボンドを含む社会的インパクト投資および社会的インパクト評価に特化した日本初のコンサルティングファームで、2016年3月に設立された。

## 概要

### 会社概要
- 社名：ケイスリー株式会社
- 設立：2016年3月
- 本社所在地：東京都渋谷区渋谷3-26-16　第五叶ビル5階
- 本店所在地：沖縄県那覇市与儀86
- 代表取締役：幸地正樹

### 事業概要
- ソーシャルインパクトボンド
  - ソーシャルインパクトボンド組成支援
  - 成果連動型支払導入支援
  - 各種セミナー・勉強会
  - 各種調査研究
- 社会的インパクト投資および社会的インパクト評価
  - 日本への導入戦略策定、制度設計、実証事業など全体の枠組み構築支援
  - 個別組織への導入・運用支援
  - 各種セミナー、WEBサイト運営などの啓蒙活動
  - 各種調査研究事業　など